# Доња Врбава
Доња Врбава је насеље у Србији у општини Горњи Милановац у Моравичком округу. Према попису из 2022. било је 413 становника. Удаљено је 12 км од Горњег Милановца и на путу је за Крагујевац, на падинама планине Рудник. Налази се на надморској висини од 380 до 640 м и заузима површину од 1420 ха.
Спада међу три највећа села у општини. Доња Врбава се састоји из седам заселака: Ивковача, Мокро Поље, Гај, Браковићи, Липљани, Јоксићи и Тешићи. Припада Рудничко-гружанском крају, а налази се на обронцима Рудника и Црног врха, као и на обалама реке Груже.

## Историја
Староседелачко становништво се било иселило пред најездом Турака. У 18. веку доселило се ново становништво пореклом из Старог Влаха.
Село је добило име по великом броју врба које су израсле поред реке Груже која протиче кроз село. На брду Јешевац налазе се рушевине истоименог средњовековног манастира, који је, по предању, подигао Марко Краљевић и посветио га својој мајци Јевросими – Јеши. По мишљењу истраживача тај манастир је подигао челник Радич Поступовић. Највероватније датира из 14. века. Проглашен је спомеником културе. Захваљујући Живомиру Петровићу почела је градња цркве посвећене Светом архангелу Гаврилу.
Село је некада припадало општини Бело Поље. Школу је имало од 1909. године и припадало је парохији манастира Враћевшнице.
У ратовима у периоду од 1912. до 1918. године село је дало 146 ратника. Погинуло их је 72 а 74 је преживело.
Овде се налазе Стари споменици на сеоском гробљу у Доњој Врбави (општина Горњи Милановац), Доњоврбавски мајдани камена и Крајпуташи Илији Мијатовићу и Димитрију Бојовићу у Доњој Врбави.

## Демографија
У пописима село је 1910. године имало 959 становника, 1921. године 898, а 2002. године тај број је спао на 675.
У насељу Доња Врбава живи 531 пунолетни становник, а просечна старост становништва износи 43,0 година (43,1 код мушкараца и 42,9 код жена). У насељу има 182 домаћинства, а просечан број чланова по домаћинству је 3,59.
Ово насеље је великим делом насељено Србима (према попису из 2002. године), а у последња три пописа, примећен је пад у броју становника.
- Црква Архангела Гаврила
- Остаци манастира Јешевац

|  |

| Демографија | Демографија | Демографија |
| Година      | Становника  | Становника  |
| ----------- | ----------- | ----------- |
| 1948.       | 1.179       |             |
| 1953.       | 1.147       |             |
| 1961.       | 1.004       |             |
| 1971.       | 867         |             |
| 1981.       | 785         |             |
| 1991.       | 754         | 729         |
| 2002.       | 654         | 675         |
| 2011.       | 506         |             |

| Етнички састав према попису из 2002.‍ | Етнички састав према попису из 2002.‍ | Етнички састав према попису из 2002.‍ | Етнички састав према попису из 2002.‍ | Етнички састав према попису из 2002.‍ |
| ------------------------------------ | ------------------------------------ | ------------------------------------ | ------------------------------------ | ------------------------------------ |
|                                      |                                      |                                      |                                      |                                      |
| Срби                                 | Срби                                 |                                      | 648                                  | 99,08%                               |
| Немци                                | Немци                                |                                      | 1                                    | 0,15%                                |
| непознато                            | непознато                            |                                      | 5                                    | 0,76%                                |

| Година пописа     | 1948. | 1953. | 1961. | 1971. | 1981. | 1991. | 2002. |
| ----------------- | ----- | ----- | ----- | ----- | ----- | ----- | ----- |
| Број домаћинстава | 190   | 204   | 217   | 214   | 204   | 195   | 182   |

| Број чланова      | 1  | 2  | 3  | 4  | 5  | 6  | 7  | 8 | 9 | 10 и више | Просек |
| ----------------- | -- | -- | -- | -- | -- | -- | -- | - | - | --------- | ------ |
| Број домаћинстава | 30 | 47 | 17 | 26 | 22 | 24 | 10 | 4 | 1 | 1         | 3,59   |

| Пол    | Укупно | Неожењен/Неудата | Ожењен/Удата | Удовац/Удовица | Разведен/Разведена | Непознато |
| ------ | ------ | ---------------- | ------------ | -------------- | ------------------ | --------- |
| Мушки  | 272    | 68               | 182          | 20             | 1                  | 1         |
| Женски | 279    | 46               | 183          | 48             | 0                  | 2         |
| УКУПНО | 551    | 114              | 365          | 68             | 1                  | 3         |

| Пол    | Укупно                    | Пољопривреда, лов и шумарство | Рибарство                            | Вађење руде и камена | Прерађивачка индустрија       |
| ------ | ------------------------- | ----------------------------- | ------------------------------------ | -------------------- | ----------------------------- |
| Мушки  | 158                       | 47                            | 0                                    | 0                    | 55                            |
| Женски | 99                        | 38                            | 0                                    | 0                    | 42                            |
| УКУПНО | 257                       | 85                            | 0                                    | 0                    | 97                            |
| Пол    | Производња и снабдевање   | Грађевинарство                | Трговина                             | Хотели и ресторани   | Саобраћај, складиштење и везе |
| Мушки  | 5                         | 6                             | 7                                    | 4                    | 14                            |
| Женски | 0                         | 0                             | 5                                    | 1                    | 1                             |
| УКУПНО | 5                         | 6                             | 12                                   | 5                    | 15                            |
| Пол    | Финансијско посредовање   | Некретнине                    | Државна управа и одбрана             | Образовање           | Здравствени и социјални рад   |
| Мушки  | 1                         | 0                             | 2                                    | 0                    | 4                             |
| Женски | 0                         | 2                             | 1                                    | 2                    | 3                             |
| УКУПНО | 1                         | 2                             | 3                                    | 2                    | 7                             |
| Пол    | Остале услужне активности | Приватна домаћинства          | Екстериторијалне организације и тела | Непознато            | Непознато                     |
| Мушки  | 0                         | 0                             | 0                                    | 13                   | 13                            |
| Женски | 0                         | 0                             | 0                                    | 4                    | 4                             |
| УКУПНО | 0                         | 0                             | 0                                    | 17                   | 17                            |

### Познате личности
- Спасоје Тешић, генерал који се истакао у пробоју Солунског фронта
- Срећко Тешић, председник Државне контролне комисије Краљевине Србије